# Liste der Nummer-eins-Hits in Kanada (2022)
Dies ist eine Liste der Nummer-eins-Hits in Kanada im Jahr 2022. Die basiert auf den offiziellen Top-20-Album- und -Trackcharts von Music Canada im Auftrag der kanadischen Vertretung der IFPI.
Auf der offiziellen Chartseite wurden über längere Zeiträume keine Charts veröffentlicht.
- Vom 25. Juli bis 21. August und vom 19. September bis 9. Oktober sind keine Albumcharts bekannt. Mit der Ausgabe vom 24. Oktober wurde die Veröffentlichung ganz eingestellt.
- Die Singlecharts konnten durch Veröffentlichungen des Magazins Billboard vervollständigt werden, die diese Charts unter dem Namen Canadian Digital Song Sales führen.

## Singles
| ← 2021 ← | Liste der Nummer-eins-Hits in Kanada | Liste der Nummer-eins-Hits in Kanada | Liste der Nummer-eins-Hits in Kanada | 2023 →                    |
| \| Zeitraum \| Wo. ges. \| Interpret \| Titel Autor(en) \| Zusätzliche Informationen \| \| (Zeitraum, Wochen auf Platz eins, Interpret, Titel, Autor[en], zusätzliche Informationen) \| \| \| \| \| \| ----------------------------------------------------------------------------------------- \| -------- \| --------------------------------- \| ---------------------------------------------------------------------------------------------------------------------------------------------------------------------------------------- \| ------------------------- \| \| 20. Dezember 2021 – 30. Januar 2022 6 Wochen (insgesamt 15) \| 15 \| Elton John & Dua Lipa \| Cold Heart (Pnau Remix) Dean John Meredith, Andrew John Meecham, Elton John, Bernard J. P. Taupin, Nicholas George Littlemore, Peter Bruce Mayes, Samuel David Littlemore \| – \| \| 31. Januar 2022 – 6. Februar 2022 1 Woche (insgesamt 3) \| 3 \| Meat Loaf \| I’d Do Anything for Love (But I Won’t Do That) Jim Steinman \| – \| \| 7. Februar 2022 – 20. Februar 2022 2 Wochen (insgesamt 15) \| 15 \| Elton John & Dua Lipa \| Cold Heart (Pnau Remix) Dean John Meredith, Andrew John Meecham, Elton John, Bernard J. P. Taupin, Nicholas George Littlemore, Peter Bruce Mayes, Samuel David Littlemore \| – \| \| 21. Februar 2022 – 27. Februar 2022 1 Woche \| 1 \| Dr. Dre feat. Snoop Dogg \| Still D.R.E. Melvin Charles Bradford, André Romell Young, Shawn C. Carter, Scott Spencer Storch \| – \| \| 28. Februar 2022 – 6. März 2022 1 Woche (insgesamt 15) \| 15 \| Elton John & Dua Lipa \| Cold Heart (Pnau Remix) Dean John Meredith, Andrew John Meecham, Elton John, Bernard J. P. Taupin, Nicholas George Littlemore, Peter Bruce Mayes, Samuel David Littlemore \| – \| \| 7. März 2022 – 13. März 2022 1 Woche (insgesamt 2) \| 2 \| Gayle \| Abcdefu Sara Elizabeth Davis, David Bruce Pittenger, Taylor Gayle Rutherfurd \| – \| \| 14. März 2022 – 20. März 2022 1 Woche \| 1 \| Camila Cabello feat. Ed Sheeran \| Bam Bam Karla Camila Cabello Estrabao, Ezequiel Cheche Alara, Edward Christopher Sheeran, Edgar Barrera, Eric Burton Frederic, Scott Harris Friedman \| – \| \| 21. März 2022 – 27. März 2022 1 Woche (insgesamt 15) \| 15 \| Elton John & Dua Lipa \| Cold Heart (Pnau Remix) Dean John Meredith, Andrew John Meecham, Elton John, Bernard J. P. Taupin, Nicholas George Littlemore, Peter Bruce Mayes, Samuel David Littlemore \| – \| \| 28. März 2022 – 3. April 2022 1 Woche \| 1 \| Tiësto & Ava Max \| The Motto Sarah Elizabeth Blanchard, Tijs Michiel Verwest, Peter John Rees Rycroft, Pablo Bowman, Claudia Valentina, Amanda Koci \| – \| \| 4. April 2022 – 10. April 2022 1 Woche (insgesamt 2) \| 2 \| Gayle \| Abcdefu Sara Elizabeth Davis, David Bruce Pittenger, Taylor Gayle Rutherfurd \| – \| \| 11. April 2022 – 17. April 2022 1 Woche \| 1 \| Rag ’n’ Bone Man \| Human Rory Charles Graham, Jamie Alexander Hartman \| – \| \| 18. April 2022 – 24. April 2022 1 Woche \| 1 \| Pink Floyd feat. Andriy Khlyvnyuk \| Hey, Hey, Rise Up! Andriy Khlyvnyuk, David Gilmour, Stepan Charnetskii \| – \| \| 25. April 2022 – 15. Mai 2022 3 Wochen \| 3 \| Harry Styles \| As It Was Harry Edward Styles, Thomas Edward Percy Hull, Tyler Sam Johnson \| – \| \| 16. Mai 2022 – 5. Juni 2022 3 Wochen (insgesamt 4) \| 4 \| Lizzo \| About Damn Time Blake Slatkin, Stephen Eric Hague, Malcolm Robert Andrew McLaren, Larry Price, Ronald J. Larkins, Theron Makiel Thomas, Melissa Viviane Jefferson, Eric Burton Frederic \| – \| \| 6. Juni 2022 – 24. Juli 2022 7 Wochen (insgesamt 9) \| 9 \| Kate Bush \| Running Up That Hill (A Deal with God) Kate Bush \| – \| \| 25. Juli 2022 – 31. Juli 2022 1 Woche (insgesamt 4) \| 4 \| Lizzo \| About Damn Time Blake Slatkin, Stephen Eric Hague, Malcolm Robert Andrew McLaren, Larry Price, Ronald J. Larkins, Theron Makiel Thomas, Melissa Viviane Jefferson, Eric Burton Frederic \| – \| \| 1. August 2022 – 14. August 2022 2 Wochen (insgesamt 9) \| 9 \| Kate Bush \| Running Up That Hill (A Deal with God) Kate Bush \| – \| \| 15. August 2022 – 21. August 2022 1 Woche \| 1 \| Beyoncé \| Break My Soul Adam James Pigott, Freddie Ross Jr. \| – \| \| 22. August 2022 – 28. August 2022 1 Woche \| 1 \| Nicki Minaj \| Super Freaky Girl Aaron Joseph Aguilar, Lukasz Gottwald, Gamal Kosh Lewis, Onika Tanya Maraj, Lauren Michelle Miller, Vaughn Richard Oliver, James Ambrose Johnson Jr., Alonzo H. Miller \| – \| \| 29. August 2022 – 4. September 2022 1 Woche \| 1 \| Evanescence feat. Paul McCoy \| Bring Me to Life Amy Lynn Lee, David Hodges, Ben Moody \| – \| \| 5. September 2022 – 11. September 2022 1 Woche \| 1 \| Elton John & Britney Spears \| Hold Me Closer Elton John, Bernard J. P. Taupin, Henry Russell Walter, Andrew Wotman \| – \| \| 12. September 2022 – 2. Oktober 2022 3 Wochen (insgesamt 17) \| 17 \| David Guetta feat. Bebe Rexha \| I’m Good (Blue) Bleta Rexha, Pierre David Guetta, Camille Angelina Purcell, Massimo Gabutti, Maurizio Lobina, Gianfranco Randone, Philip John Plested \| – \| \| 3. Oktober 2022 – 9. Oktober 2022 1 Woche \| 1 \| Sam Smith & Kim Petras \| Unholy Samuel Frederick Smith, Omer Fedi, James John Napier, Kim Petras, Ilya Salmanzadeh, Henry Russell Walter, Blake Slatkin \| – \| \| 10. Oktober 2022 – 6. November 2022 4 Wochen (insgesamt 17) \| 17 \| David Guetta feat. Bebe Rexha \| I’m Good (Blue) Bleta Rexha, Pierre David Guetta, Camille Angelina Purcell, Massimo Gabutti, Maurizio Lobina, Gianfranco Randone, Philip John Plested \| – \| \| 7. November 2022 – 13. November 2022 1 Woche \| 1 \| Rihanna \| Lift Me Up Ludwig Emil Tomas Göransson, Robyn Rihanna Fenty, Ryan Coogler, Temilade Openiyi \| – \| \| 14. November 2022 – 22. Januar 2023 10 Wochen (insgesamt 17) \| 17 \| David Guetta feat. Bebe Rexha \| I’m Good (Blue) Bleta Rexha, Pierre David Guetta, Camille Angelina Purcell, Massimo Gabutti, Maurizio Lobina, Gianfranco Randone, Philip John Plested \| – \| |                                      |                                      | |                           |
| ← 2021 |                                      |                                      | | → 2023 →                  |
| Zeitraum | Wo. ges.                             | Interpret                            | Titel Autor(en) | Zusätzliche Informationen |
| (Zeitraum, Wochen auf Platz eins, Interpret, Titel, Autor[en], zusätzliche Informationen) |                                      |                                      | |                           |
| 20. Dezember 2021 – 30. Januar 2022 6 Wochen (insgesamt 15) | 15                                   | Elton John & Dua Lipa                | Cold Heart (Pnau Remix) Dean John Meredith, Andrew John Meecham, Elton John, Bernard J. P. Taupin, Nicholas George Littlemore, Peter Bruce Mayes, Samuel David Littlemore                | –                         |
| 31. Januar 2022 – 6. Februar 2022 1 Woche (insgesamt 3) | 3                                    | Meat Loaf                            | I’d Do Anything for Love (But I Won’t Do That) Jim Steinman | –                         |
| 7. Februar 2022 – 20. Februar 2022 2 Wochen (insgesamt 15) | 15                                   | Elton John & Dua Lipa                | Cold Heart (Pnau Remix) Dean John Meredith, Andrew John Meecham, Elton John, Bernard J. P. Taupin, Nicholas George Littlemore, Peter Bruce Mayes, Samuel David Littlemore                | –                         |
| 21. Februar 2022 – 27. Februar 2022 1 Woche | 1                                    | Dr. Dre feat. Snoop Dogg             | Still D.R.E. Melvin Charles Bradford, André Romell Young, Shawn C. Carter, Scott Spencer Storch                                                                                          | –                         |
| 28. Februar 2022 – 6. März 2022 1 Woche (insgesamt 15) | 15                                   | Elton John & Dua Lipa                | Cold Heart (Pnau Remix) Dean John Meredith, Andrew John Meecham, Elton John, Bernard J. P. Taupin, Nicholas George Littlemore, Peter Bruce Mayes, Samuel David Littlemore                | –                         |
| 7. März 2022 – 13. März 2022 1 Woche (insgesamt 2) | 2                                    | Gayle                                | Abcdefu Sara Elizabeth Davis, David Bruce Pittenger, Taylor Gayle Rutherfurd | –                         |
| 14. März 2022 – 20. März 2022 1 Woche | 1                                    | Camila Cabello feat. Ed Sheeran      | Bam Bam Karla Camila Cabello Estrabao, Ezequiel Cheche Alara, Edward Christopher Sheeran, Edgar Barrera, Eric Burton Frederic, Scott Harris Friedman                                     | –                         |
| 21. März 2022 – 27. März 2022 1 Woche (insgesamt 15) | 15                                   | Elton John & Dua Lipa                | Cold Heart (Pnau Remix) Dean John Meredith, Andrew John Meecham, Elton John, Bernard J. P. Taupin, Nicholas George Littlemore, Peter Bruce Mayes, Samuel David Littlemore                | –                         |
| 28. März 2022 – 3. April 2022 1 Woche | 1                                    | Tiësto & Ava Max                     | The Motto Sarah Elizabeth Blanchard, Tijs Michiel Verwest, Peter John Rees Rycroft, Pablo Bowman, Claudia Valentina, Amanda Koci                                                         | –                         |
| 4. April 2022 – 10. April 2022 1 Woche (insgesamt 2) | 2                                    | Gayle                                | Abcdefu Sara Elizabeth Davis, David Bruce Pittenger, Taylor Gayle Rutherfurd | –                         |
| 11. April 2022 – 17. April 2022 1 Woche | 1                                    | Rag ’n’ Bone Man                     | Human Rory Charles Graham, Jamie Alexander Hartman | –                         |
| 18. April 2022 – 24. April 2022 1 Woche | 1                                    | Pink Floyd feat. Andriy Khlyvnyuk    | Hey, Hey, Rise Up! Andriy Khlyvnyuk, David Gilmour, Stepan Charnetskii | –                         |
| 25. April 2022 – 15. Mai 2022 3 Wochen | 3                                    | Harry Styles                         | As It Was Harry Edward Styles, Thomas Edward Percy Hull, Tyler Sam Johnson | –                         |
| 16. Mai 2022 – 5. Juni 2022 3 Wochen (insgesamt 4) | 4                                    | Lizzo                                | About Damn Time Blake Slatkin, Stephen Eric Hague, Malcolm Robert Andrew McLaren, Larry Price, Ronald J. Larkins, Theron Makiel Thomas, Melissa Viviane Jefferson, Eric Burton Frederic  | –                         |
| 6. Juni 2022 – 24. Juli 2022 7 Wochen (insgesamt 9) | 9                                    | Kate Bush                            | Running Up That Hill (A Deal with God) Kate Bush | –                         |
| 25. Juli 2022 – 31. Juli 2022 1 Woche (insgesamt 4) | 4                                    | Lizzo                                | About Damn Time Blake Slatkin, Stephen Eric Hague, Malcolm Robert Andrew McLaren, Larry Price, Ronald J. Larkins, Theron Makiel Thomas, Melissa Viviane Jefferson, Eric Burton Frederic  | –                         |
| 1. August 2022 – 14. August 2022 2 Wochen (insgesamt 9) | 9                                    | Kate Bush                            | Running Up That Hill (A Deal with God) Kate Bush | –                         |
| 15. August 2022 – 21. August 2022 1 Woche | 1                                    | Beyoncé                              | Break My Soul Adam James Pigott, Freddie Ross Jr. | –                         |
| 22. August 2022 – 28. August 2022 1 Woche | 1                                    | Nicki Minaj                          | Super Freaky Girl Aaron Joseph Aguilar, Lukasz Gottwald, Gamal Kosh Lewis, Onika Tanya Maraj, Lauren Michelle Miller, Vaughn Richard Oliver, James Ambrose Johnson Jr., Alonzo H. Miller | –                         |
| 29. August 2022 – 4. September 2022 1 Woche | 1                                    | Evanescence feat. Paul McCoy         | Bring Me to Life Amy Lynn Lee, David Hodges, Ben Moody | –                         |
| 5. September 2022 – 11. September 2022 1 Woche | 1                                    | Elton John & Britney Spears          | Hold Me Closer Elton John, Bernard J. P. Taupin, Henry Russell Walter, Andrew Wotman | –                         |
| 12. September 2022 – 2. Oktober 2022 3 Wochen (insgesamt 17) | 17                                   | David Guetta feat. Bebe Rexha        | I’m Good (Blue) Bleta Rexha, Pierre David Guetta, Camille Angelina Purcell, Massimo Gabutti, Maurizio Lobina, Gianfranco Randone, Philip John Plested                                    | –                         |
| 3. Oktober 2022 – 9. Oktober 2022 1 Woche | 1                                    | Sam Smith & Kim Petras               | Unholy Samuel Frederick Smith, Omer Fedi, James John Napier, Kim Petras, Ilya Salmanzadeh, Henry Russell Walter, Blake Slatkin                                                           | –                         |
| 10. Oktober 2022 – 6. November 2022 4 Wochen (insgesamt 17) | 17                                   | David Guetta feat. Bebe Rexha        | I’m Good (Blue) Bleta Rexha, Pierre David Guetta, Camille Angelina Purcell, Massimo Gabutti, Maurizio Lobina, Gianfranco Randone, Philip John Plested                                    | –                         |
| 7. November 2022 – 13. November 2022 1 Woche | 1                                    | Rihanna                              | Lift Me Up Ludwig Emil Tomas Göransson, Robyn Rihanna Fenty, Ryan Coogler, Temilade Openiyi                                                                                              | –                         |
| 14. November 2022 – 22. Januar 2023 10 Wochen (insgesamt 17) | 17                                   | David Guetta feat. Bebe Rexha        | I’m Good (Blue) Bleta Rexha, Pierre David Guetta, Camille Angelina Purcell, Massimo Gabutti, Maurizio Lobina, Gianfranco Randone, Philip John Plested                                    | –                         |

## Alben
| ← 2021 ← | Liste der Nummer-eins-Hits in Kanada | Liste der Nummer-eins-Hits in Kanada | Liste der Nummer-eins-Hits in Kanada | 2023 →                    |
| \| Zeitraum \| Wo. ges. \| Interpret \| Titel \| Zusätzliche Informationen \| \| (Zeitraum, Wochen auf Platz eins, Interpret, Titel, zusätzliche Informationen) \| \| \| \| \| \| ------------------------------------------------------------------------------ \| -------- \| --------------------- \| ------------------- \| ------------------------- \| \| 29. November 2021 – 16. Januar 2022 7 Wochen (insgesamt 8) \| 8 \| Adele \| 30 \| – \| \| 17. Januar 2022 – 23. Januar 2022 1 Woche \| 1 \| The Weeknd \| Dawn FM \| – \| \| 24. Januar 2022 – 30. Januar 2022 1 Woche \| 1 \| Lumineers \| Brightside \| – \| \| 31. Januar 2022 – 6. Februar 2022 1 Woche \| 1 \| Billy Talent \| Crisis of Faith \| – \| \| 7. Februar 2022 – 13. Februar 2022 1 Woche (insgesamt 8) \| 8 \| Adele \| 30 \| – \| \| 14. Februar 2022 – 20. Februar 2022 1 Woche \| 1 \| Eddie Vedder \| Earthling \| – \| \| 21. Februar 2022 – 27. Februar 2022 1 Woche \| 1 \| Jean-Michel Blais \| Aubades \| – \| \| 28. Februar 2022 – 6. März 2022 1 Woche \| 1 \| Daft Punk \| Discovery \| – \| \| 7. März 2022 – 13. März 2022 1 Woche \| 1 \| Avril Lavigne \| Love Sux \| – \| \| 14. März 2022 – 20. März 2022 1 Woche \| 1 \| Stromae \| Multitude \| – \| \| 21. März 2022 – 27. März 2022 1 Woche \| 1 \| Ghost \| Impera \| – \| \| 28. März 2022 – 3. April 2022 1 Woche \| 1 \| Lisa LeBlanc \| Chiac Disco \| – \| \| 4. April 2022 – 10. April 2022 1 Woche \| 1 \| Michael Bublé \| Higher \| – \| \| 11. April 2022 – 17. April 2022 1 Woche \| 1 \| Red Hot Chili Peppers \| Unlimited Love \| – \| \| 18. April 2022 – 24. April 2022 1 Woche \| 1 \| Jack White \| Fear of the Dawn \| – \| \| 25. April 2022 – 1. Mai 2022 1 Woche \| 1 \| Rush \| Moving Pictures \| – \| \| 2. Mai 2022 – 8. Mai 2022 1 Woche \| 1 \| Patrick Watson \| Better in the Shade \| – \| \| 9. Mai 2022 – 15. Mai 2022 1 Woche \| 1 \| Rammstein \| Zeit \| – \| \| 16. Mai 2022 – 22. Mai 2022 1 Woche \| 1 \| Arcade Fire \| We \| – \| \| 23. Mai 2022 – 29. Mai 2022 1 Woche \| 1 \| The Black Keys \| Dropout Boogie \| – \| \| 30. Mai 2022 – 19. Juni 2022 3 Wochen \| 3 \| Harry Styles \| Harry’s House \| – \| \| 20. Juni 2022 – 3. Juli 2022 2 Wochen \| 2 \| BTS \| Proof \| – \| \| 4. Juli 2022 – 10. Juli 2022 1 Woche \| 1 \| The Tragically Hip \| Live at the Roxy \| – \| \| 11. Juli 2022 – 17. Juli 2022 1 Woche \| 1 \| Shinedown \| Planet Zero \| – \| \| 18. Juli 2022 – 24. Juli 2022 1 Woche \| 1 \| Metric \| Formentera \| – \| \| \| \| \| \| \| \| \| \| \| \| \| \| 22. August 2022 – 28. August 2022 1 Woche \| 1 \| Harry Styles \| Harry’s House \| – \| \| 29. August 2022 – 4. September 2022 1 Woche \| 1 \| Madonna \| Finally Enough Love \| – \| \| 5. September 2022 – 11. September 2022 1 Woche \| 1 \| Muse \| Will of the People \| – \| \| 12. September 2022 – 18. September 2022 1 Woche \| 1 \| Def Leppard \| Diamond Star Halos \| – \| \| \| \| \| \| \| \| \| \| \| \| \| \| 10. Oktober 2022 – 16. Oktober 2022 1 Woche \| 1 \| Slipknot \| The End, So Far \| – \| \| 17. Oktober 2022 – 23. Oktober 2022 1 Woche \| 1 \| Lamb of God \| Omens \| – \| \| 24. Oktober 2022 – 30. Oktober 2022 1 Woche \| 1 \| Daniel Bélanger \| Mercure en mai \| – \| |                                      |                                      |                                      |                           |
| ← 2021 |                                      |                                      |                                      | → 2023 →                  |
| Zeitraum | Wo. ges.                             | Interpret                            | Titel                                | Zusätzliche Informationen |
| (Zeitraum, Wochen auf Platz eins, Interpret, Titel, zusätzliche Informationen) |                                      |                                      |                                      |                           |
| 29. November 2021 – 16. Januar 2022 7 Wochen (insgesamt 8) | 8                                    | Adele                                | 30                                   | –                         |
| 17. Januar 2022 – 23. Januar 2022 1 Woche | 1                                    | The Weeknd                           | Dawn FM                              | –                         |
| 24. Januar 2022 – 30. Januar 2022 1 Woche | 1                                    | Lumineers                            | Brightside                           | –                         |
| 31. Januar 2022 – 6. Februar 2022 1 Woche | 1                                    | Billy Talent                         | Crisis of Faith                      | –                         |
| 7. Februar 2022 – 13. Februar 2022 1 Woche (insgesamt 8) | 8                                    | Adele                                | 30                                   | –                         |
| 14. Februar 2022 – 20. Februar 2022 1 Woche | 1                                    | Eddie Vedder                         | Earthling                            | –                         |
| 21. Februar 2022 – 27. Februar 2022 1 Woche | 1                                    | Jean-Michel Blais                    | Aubades                              | –                         |
| 28. Februar 2022 – 6. März 2022 1 Woche | 1                                    | Daft Punk                            | Discovery                            | –                         |
| 7. März 2022 – 13. März 2022 1 Woche | 1                                    | Avril Lavigne                        | Love Sux                             | –                         |
| 14. März 2022 – 20. März 2022 1 Woche | 1                                    | Stromae                              | Multitude                            | –                         |
| 21. März 2022 – 27. März 2022 1 Woche | 1                                    | Ghost                                | Impera                               | –                         |
| 28. März 2022 – 3. April 2022 1 Woche | 1                                    | Lisa LeBlanc                         | Chiac Disco                          | –                         |
| 4. April 2022 – 10. April 2022 1 Woche | 1                                    | Michael Bublé                        | Higher                               | –                         |
| 11. April 2022 – 17. April 2022 1 Woche | 1                                    | Red Hot Chili Peppers                | Unlimited Love                       | –                         |
| 18. April 2022 – 24. April 2022 1 Woche | 1                                    | Jack White                           | Fear of the Dawn                     | –                         |
| 25. April 2022 – 1. Mai 2022 1 Woche | 1                                    | Rush                                 | Moving Pictures                      | –                         |
| 2. Mai 2022 – 8. Mai 2022 1 Woche | 1                                    | Patrick Watson                       | Better in the Shade                  | –                         |
| 9. Mai 2022 – 15. Mai 2022 1 Woche | 1                                    | Rammstein                            | Zeit                                 | –                         |
| 16. Mai 2022 – 22. Mai 2022 1 Woche | 1                                    | Arcade Fire                          | We                                   | –                         |
| 23. Mai 2022 – 29. Mai 2022 1 Woche | 1                                    | The Black Keys                       | Dropout Boogie                       | –                         |
| 30. Mai 2022 – 19. Juni 2022 3 Wochen | 3                                    | Harry Styles                         | Harry’s House                        | –                         |
| 20. Juni 2022 – 3. Juli 2022 2 Wochen | 2                                    | BTS                                  | Proof                                | –                         |
| 4. Juli 2022 – 10. Juli 2022 1 Woche | 1                                    | The Tragically Hip                   | Live at the Roxy                     | –                         |
| 11. Juli 2022 – 17. Juli 2022 1 Woche | 1                                    | Shinedown                            | Planet Zero                          | –                         |
| 18. Juli 2022 – 24. Juli 2022 1 Woche | 1                                    | Metric                               | Formentera                           | –                         |
| |                                      |                                      |                                      |                           |
| |                                      |                                      |                                      |                           |
| 22. August 2022 – 28. August 2022 1 Woche | 1                                    | Harry Styles                         | Harry’s House                        | –                         |
| 29. August 2022 – 4. September 2022 1 Woche | 1                                    | Madonna                              | Finally Enough Love                  | –                         |
| 5. September 2022 – 11. September 2022 1 Woche | 1                                    | Muse                                 | Will of the People                   | –                         |
| 12. September 2022 – 18. September 2022 1 Woche | 1                                    | Def Leppard                          | Diamond Star Halos                   | –                         |
| |                                      |                                      |                                      |                           |
| |                                      |                                      |                                      |                           |
| 10. Oktober 2022 – 16. Oktober 2022 1 Woche | 1                                    | Slipknot                             | The End, So Far                      | –                         |
| 17. Oktober 2022 – 23. Oktober 2022 1 Woche | 1                                    | Lamb of God                          | Omens                                | –                         |
| 24. Oktober 2022 – 30. Oktober 2022 1 Woche | 1                                    | Daniel Bélanger                      | Mercure en mai                       | –                         |